# (36171) 1999 RM242
1999 RM242 (asteroide 36171) é um asteroide da cintura principal. Possui uma excentricidade de 0.32342060 e uma inclinação de 7.50481º.
Este asteroide foi descoberto no dia 4 de setembro de 1999 por LONEOS em Anderson Mesa.